# Anton von Essen
Anton Ottowicz von Essen (ros. Антон/Антоний О́ттович фон Э́ссен, Anton/Antonij Ottowicz fon Essien, ur. 21 września 1863 w Petersburgu, zm. w 1919 roku w Kijowie) – wysoki urzędnik państwowy Imperium Rosyjskiego, gubernator piotrkowski, tymczasowy generał-gubernator warszawski oraz senator.

## Życiorys
Anton Ottowicz von Essen urodził się 21 września 1863 roku w Petersburgu. Był synem rosyjskiego wiceministra sprawiedliwości Ottona Wasilijewicza von Essena. Pochodził z rodu szlachty inflanckiej mieszkającej na terenach Liwonii (obecna Łotwa) i Estonii, a której przedstawiciele służyli w aparacie administracyjnym i korpusie oficerskim w Szwecji, Rosji, Finlandii. Po matce był prawosławny. Jego starszy brat Nikołaj Essen był admirałem i dowódcą Floty Bałtyckiej. Jego stryj Reinhold Roman von Essen (1836–1895), luteranin, był w latach 1872-1883 także wicegubernatorem piotrkowskim, a następnie w latach 1883–1895 gubernatorem łomżyńskim, gdzie zmarł. Ożeniony z Polką, uchodził za życzliwego Polakom.
Anton von Essen poszedł w ślady ojca i w 1883 roku ukończył edukację prawniczą w Cesarskiej Szkole Prawa, a następnie rozpoczął pracę w ministerstwie sprawiedliwości. W 1900 roku przeszedł do ministerstwa spraw wewnętrznych. W 1906 roku został gubernatorem piotrkowskim, która w oczach władz w Petersburgu uchodziła za region szczególnie podatny rewolucyjnej agitacji. Miał się odznaczyć i sprostać postawionemu przed nim zadaniu, tym samym uspokajając sytuację. Jako gubernator znany był z opanowania, raz podjętych decyzji nie zwykł zmieniać, co spowodowało, że uważano go też za upartego. W 1910 roku przeszedł do służby w Warszawie, gdzie pełnił funkcje pomocnicze w guberni warszawskiej. W 1912 roku otrzymał honorowy tytuł jegiermiejstra. Od 8 października 1914 do 20 stycznia 1915 (do czasu przybycia do Warszawy Pawła Jengałyczewa pełnił obowiązki generała-gubernatora warszawskiego). Okazał się zwolennikiem zastosowania restrykcyjnego kursu wobec Polaków. W 1914 roku powołany na członka pierwszego departamentu Senatu Rządzącego.
Żonaty z Natalją Aleksandrowną Sztolcenwald, z którą miał trzech synów Nikołaja, Władimira i Siergieja. Cała trójka zginęła w walce z bolszewikami. Siergiej, porucznik Lejb-Gwardyjskiego Siemionowskiego Pułku zginął 2 marca 1917 roku, w czasie próby stłumienia wrzenia rewolucyjnego w Piotrogrodzie. Anton von Essen ostatni okres życia spędził w Kijowie, gdy miasto zostało zajęte przez bolszewików. Tam został przez nich w 1919 roku aresztowany, a następnie rozstrzelany. Zachowała się dokumentacja z przesłuchań von Essena przez kijowski oddział WCzK:
– Czy uznajecie władzę sowiecką?
– Nie, nie uznaję.
Protokół zeznania opatrzony był własnoręcznym podpisem von Essena oraz adnotacją czekisty – „rozstrzelać”.

## Ordery i odznaczenia
- Order Świętego Stanisława (2 klasy, 1892)
- Order Świętej Anny (2 klasy, 1901)
- Order Świętego Włodzimierza (3 klasy, 1906)
- Order Świętego Stanisława (1 klasy, 1909)
- Order Świętej Anny (1 klasy, 1913)